# 阿希蕉
阿希蕉（学名：Musa rubra）是芭蕉科芭蕉属的植物。分布在缅甸、泰国以及中国大陆的云南等地，生长于海拔1,000米至1,270米的地区，多生长在阴湿沟谷底和半沼泽地，目前尚未由人工引种栽培。